# Nick Venet
Nikolas Kostantinos Venetoulis más conocido como Nick Venet (3 de diciembre de 1936 - 2 de enero de 1998) fue un productor estadounidense que comenzó su carrera a los 19 años con la World Jazz Pacífico. Conocido, sobre todo, por firmar con The Beach Boys y producir sus primeros trabajos.

## Biografía
Tutelado por Lee Gillette, John Hammond, y Richard Bach, que trabajó con notables como Chet Baker, Lord Buckley, Nat King Cole, Stan Getz, Chico Hamilton, Stan Kenton, Lambert, Hendricks y Ross, Peggy Lee, Gerry Mulligan, Ravi Shankar y Kay Starr. A los 21 se unió a Capitol Records, dándoles sus primeros éxitos en una década con Lettermen. Además de ser un productor, fue jefe de A & R en Capitol.
Venet creó la "Produced By", trabajó en sencillos y álbumes con músicos e ingenieros de pop y en discos de rock.  Nick produjo a otros importantes músicos del sello de Capitol Records, incluyendo Ray Anthony, Glen Campbell, Michael Cashman, Pistilli, Jim e Ingrid Cruz, King Curtis, Karen Dalton, Bobby Darin, el Four Preps, George Gerdes, Jimmie Haskell , The Hondells, The Kingston Trio, Lothar y Mad River, Maffit and Davies, Ian Matthews and Matthews Southern Comfort, Onzie Matthews, Les McCann , Fred Neil, Vince Martin, Ricky Nelson, Dinsmore Payne, Lou Rawls, Billy Lee Riley, Murray, Linda Ronstadt, Jack Scott, Maxine Sellers, Serendipity Singers, John Stewart, Poneys Stone, Allan Taylor, Thomas Guthrie, The Vettes , Wendy Waldman, The Walker Brothers, Sammy Walker y Timi Yuro.
Creó álbumes como John G. Neihardt 's Black Elk Speaks, con los actores de Teatro odisea en el juicio por conspiración de Chicago, Carl Reiner y de Mel Brooks de 2000 años Man, y de Orson Welles Begatting del Presidente. Cuando el vicepresidente de Capitol, Alan W. Livingston, a la izquierda para iniciar Media Arts, tomó Venet con él. Hay Venet producido Dory Previn y Don McLean. Se quedó en unos pocos años, cuando la empresa fue vendida a United Artists. También grabó luminarias como Sam Cooke y los Pilgrim Travelers, Ivory Joe Hunter, Sarah Kernochan, Vince Martin y los Terriers, los cantantes callejeros Nashville, Ted Neeley, Wayne Newton, Jack Nitzche, Shorty Rogers, Harriet Schock, Gene Vincent, Waddy Wachtel, Clara Ward, Sarah Kim Wilde, Bobby Womack, y Frank Zappa. También produjo los álbumes elenco original para la Salvación musical de Broadway y el off-Broadway éxito la última sesión de Steve Schalchlin - irónicamente, la última sesión de Venet.
Más tarde cambió su nombre a Nik Venet en honor de su abuelo. Murió el 2 de enero de 1998, de un linfoma de Burkitt. Hoy en día vive su hijo cineasta, Nik Venet III.